# 小堀秀毅
小堀 秀毅（こぼり ひでき、1955年2月2日 - ）は日本の実業家。旭化成代表取締役会長。日本経団連副会長。

## 人物・経歴
石川県金沢市出身。石川県立金沢二水高等学校を経て、1978年神戸大学経営学部卒業、旭化成工業（現旭化成）入社。本流の電子部品部門を長く担当した。
2004年旭化成エレクトロニクス企画管理部長。2006年旭化成マイクロシステムマーケティング＆セールスセンター長。2007年旭化成エレクトロニクス電子部品マーケティング＆セールスセンター長。2000年旭化成エレクトロニクス取締役兼常務執行役員。2009年取締役兼専務執行役員。2010年代表取締役社長。2012年旭化成取締役兼常務執行役員（経営戦略・経理財務担当）。
社内で絶対的権力を握って人事権を行使していた山口信夫名誉会長の死去後、権力分散による集団経営体制化が進められ、2014年から旭化成代表取締役兼専務執行役員としてエレクトロニクス事業領域のトップを務めた。
2016年、パークシティLaLa横浜杭打ちデータ改ざん問題を受け、旭化成代表取締役社長に昇格。山口名誉会長死去後に敷かれた集団経営体制を見直し、代表取締役副社長に研究・開発部門の中尾正文を就けるなど、経営権限を社長に集中させる体制整備を行った。2017年日本経団連審議員会副議長、合成ゴム工業会会長。日本化学工業協会副会長、日本化学繊維協会副会長なども務める。
2022年、旭化成代表取締役会長に就任。
2022年、日本経団連副会長。

## その他
朝日新聞2017年12月7日のインタビューにて「当社では、30代後半から40代前半の層が薄くなっています。2000年前後に構造改革で採用を極端に減らしたためです。その世代が中間管理職として一番パワーをもたないといけない時代にさしかかってきました。キャリア採用もしていますが、なかなか人が集まりません」と発言、就職氷河期世代から批判を浴びた。